# Romanisering
Romanisering was het proces waarbij de door Romeinen onderworpen volken geleidelijk de Romeinse cultuur, gewoonten en taal (het Latijn) overnamen.
Sommige volkeren bleven succesvol weerstand bieden zoals de Basken: zij lieten zich nooit romaniseren en spreken nog altijd het Baskisch. Anderen zoals de Kelten in Gallië zijn op den duur geromaniseerd en namen grotendeels de Romeinse cultuur en de katholieke godsdienst over. Na de val van het Romeinse Rijk in 476 viel de standaardtaal Latijn uiteen in de Romaanse talen. Sindsdien heeft men het ook wel over 'romanisering' als dat het assimilatieproces is bij een Romaanse taal (verfransing of verspaansing).
In West-Europa zijn de gevolgen de vroegere romanisering nog altijd merkbaar: alle Romaanse talen, de op het romeins recht gebaseerde rechtspraak (behalve de op het gewoonterecht gebaseerde Britse rechtspraak) en een groot gedeelte van de westerse cultuur zijn terug te voeren op de Romeinen.

## Gevolgen van romanisering
De romanisering werd min of meer ondersteund door de Romeinse Republiek en haar opvolger het Romeinse Rijk.
Dit alles culmineerde langzaam in vele geleidelijke ontwikkelingen:
- de aanneming van Romeinse namen door 'autochtonen'.
- geleidelijke invoering van de Latijnse taal. Dit proces werd aanzienlijk vergemakkelijkt door het simpele feit dat door vele veroverde volkeren nooit een eigen schrift was ontwikkeld (met name de Galliërs en Iberiërs) en iedereen die moest of wilde omgaan met de bureaucratie en/of met de Romeinse markt werd gedwongen om te schrijven in het Latijn.

De omvang van deze adoptie is onderworpen aan een nog steeds lopende discussie onder historici, zoals hoelang de inheemse talen nog werden gesproken na elke verovering. In de oostelijke helft van het rijk moest Latijn echter concurreren met het Grieks, dat grotendeels zijn positie als lingua franca bewaarde en zelfs uitbreidde naar nieuwe gebieden. Latijn werd wel prominent in bepaalde gebieden in het oosten rond nieuwe veteranenkolonies zoals in Berytus.
- vervanging van de oude tribale wetten door het Romeinse recht, met o.a. de instelling van eigendomsrechten.
- de verspreiding van typisch Romeinse instellingen zoals openbare baden, de keizercultus en gladiatorengevechten.

Het romaniseringsproces werd vergemakkelijkt door het feit dat veel van de lokale talen en culturen dezelfde Indo-Europese oorsprong hadden als de Romeins-Griekse cultuur, bijvoorbeeld de gelijkenis van de goden van vele oude (Europese) culturen. Ook had men al vaak voorheen handelsbetrekkingen en contacten met elkaar via o.a. zeevaart met mediterrane culturen, zoals de Feniciërs en de Grieken.
Geleidelijk gingen de veroverde volkeren zichzelf zien als Romeinen.

## Tegenwoordige invloed
Romanisering was grotendeels effectief in de westelijke helft van het rijk, waar de inheemse beschavingen zwakker waren. In het gehelleniseerde oosten, met oude beschavingen zoals die van het oude Egypte, Mesopotamië, Judea en Syria, was weerstand meer effectief en was de romanisering meer oppervlakkig. Toen het rijk was verdeeld in twee delen, was in het oosten, waar de Griekse cultuur oppermachtig was, het Oost-Romeinse (Byzantijnse) Rijk gekenmerkt door de toenemende kracht van de specifiek Griekse cultuur en taal in het nadeel van de Latijnse taal en andere Romeinse invloeden, ook al bleven haar burgers zichzelf beschouwen als Romeinen. Terwijl keltisch Groot-Brittannië wel romaniseerde, lijkt de invloed van de Romeinse cultuur minder te zijn geweest dan in Gallië, en de Romeinse cultuur vervaagde snel na de Anglo-Saksische invasies in. In Afrika vond een gelijksoortige ontwikkeling plaats. De bevolking van de na Italië meest geromaniseerde provincie Africa verruilde spoedig na de Arabische verovering massaal de Romeinse taal en cultuur voor het Arabisch. De meest geromaniseerde gebieden van het rijk waren Italië, het Iberisch schiereiland, Africa, Gallië, Dalmatia en Dacia. Romanisering in de meeste van deze regio's blijft zo'n krachtige culturele invloed op de meeste aspecten van het leven dat deze landen vandaag worden beschreven als "Romaanse (Latijnse) landen". Dit is het duidelijkst in de Europese landen waar van Latijn afgeleide talen (Romaans talen) worden gesproken en voormalige koloniën van deze landen die deze talen en Romeinse invloeden hebben geërfd.